# Die schwarze Lawine
Die schwarze Lawine ist ein US-amerikanischer Kriminalfilm aus dem Jahr 1950 von Mel Ferrer mit Claudette Colbert und Robert Ryan in den Hauptrollen. Der Film wurde von RKO Radio Pictures produziert und zählt zum Subgenre des Film noir.

## Handlung
Die Konzertpianistin Ellen Ewing und der Architekt David McLean heiraten. Doch während der Hochzeitszeremonie taucht ein Fremder auf, der behauptet, dass Ellen schon mit einem gewissen Lucian Randall verheiratet sei. Die erstaunte Ellen muss nach einem Anruf in Fairview, wo die angebliche Hochzeit stattfand, die Zeremonie absagen, da die Aussagen des Mannes bestätigt wurden. Noch am gleichen Tag fahren Ellen und David nach Fairview, wo Ellen ein Ferienhaus besitzt, das von ihrer Tante Clara und dem Rechtsanwalt Gregory Kent verwaltet wird.
Auf der Heiratsurkunde befindet sich tatsächlich Ellens Unterschrift. Friedensrichter Palmer, seine Frau und weitere Zeugen bestätigen, dass die Hochzeit stattfand und sprechen Ellen mit Mrs. Randall an. In ihrem Hotel begegnet sie dem Zimmermädchen Leah, die eine Anstecknadel von Ellens Mutter trägt. Ellen hat sie ihr angeblich in ihrer Hochzeitsnacht geschenkt. 
Ellen erzählt David von einem Spaziergang, den sie am Tag der angeblichen Hochzeit unternommen hat. Sie erinnert sich an eine Muschel, die sie mitgenommen hat und an ein Boot mit dem Namen noosnoM. Sie erklärt, dass sie sich an eine Hochzeit erinnern müsste, wenn sie schon den Spaziergang detailliert beschreiben könne. David glaubt an Ellens Unschuld, dennoch besteht sie darauf, ihren angeblichen Ehemann Lucian aufzusuchen. Lucian bestätigt, dass Ellen seine Frau sei. Ellen zieht sich zu einem Gespräch mit Lucian unter vier Augen zurück.
David wartet auf Ellens Rückkehr und hört einen Schuss. Zu seinem Entsetzen ist Lucian erschossen worden und Ellen steht unter Mordverdacht. Der Staatsanwalt Eric Lowell, ein ehemaliger Verehrer, erhebt Anklage gegen sie, Gregory übernimmt die Verteidigung. Bei der Verhandlung stellt sich heraus, dass Lucian ein vorbestrafter Erpresser war. Eric wirft Ellen vor, sie habe Lucian getötet, um eine Erpressung zu beenden. Ellen selber wird durch die klaren Worte des Staatsanwalts unsicherer und wird hysterisch. Sie wird in eine psychiatrische Anstalt eingewiesen und verfällt in einen Dämmerzustand.
David findet im Ferienhaus die beschriebene Muschel. Am Strand bemerkt er ein Boot mit dem Namen Monsoon, der durch die Spiegelung an der Wasseroberfläche zu noosnoM wird. David sucht den Beamten auf, der Ellens Heiratsurkunde ausgestellt hat. David erfährt, dass die Frau, die unterschrieben hat, eine Narbe an der Hand hat. Nun sucht er das Haus des Friedensrichters auf, um herauszufinden, dass dort nie jemand mit dem Namen Roy Palmer gewohnt hat. Im Hotel begegnet er Leah, die ihm gegen Bezahlung nach ihrer Schicht die Wahrheit erzählen will. 
Als David Leah aufsucht, findet er sie erdrosselt vor. Er bemerkt an ihrer Hand eine Narbe. Auf dem Weg ins Ferienhaus wird er im Auto von dem Mörder attackiert, kann ihm aber entkommen, indem er einen Unfall baut, bei dem der Mörder ums Leben kommt. Später besucht er mit Gregory Ellen in der Klinik und klärt sie über den Stand der Dinge auf. Zuerst ist Ellen glücklich, doch kurz darauf wird sie hysterisch und läuft weinend aus dem Zimmer. 
Am Abend taucht Ellen im Ferienhaus auf. Sie ist mit einer Pistole bewaffnet und beschuldigt Gregory, der Urheber der Intrige zu sein. Gregory bestätigt Ellens Verdacht. Sein Motiv ist Rache, denn Ellens Vater hat als Richter Gregory in eine psychiatrische Anstalt einweisen lassen. Sein Plan war, Ellen in den Wahnsinn zu treiben, dazu hat er sich der Hilfe eines Auftragsmörders bedient, der Leah und David umbringen sollte. Randall hat er selber erschossen. Gregory versucht Ellen dazu zu bringen, auf ihn zu schießen, damit sie ihrerseits als Verrückte weggesperrt wird. David erscheint und verwickelt Gregory in einen Kampf, bei dem dieser von einem herabstürzenden Spiegel erschlagen wird.

## Produktion
Gedreht wurde der Film von Mitte Oktober bis zum 3. Dezember 1949 in Santa Monica und in den RKO-Studios in Hollywood.

## Stab und Besetzung
Albert S. D’Agostino und Carroll Clark waren die Art Directors, Darrell Silvera und William Stevens die Szenenbildner, Hattie Carnegie und Michael Woulfe die Kostümbildner. Clem Portman und Earl A. Wolcott waren für den Ton verantwortlich. Constantin Bakaleinikoff war der musikalische Direktor.
In kleinen nicht im Abspann erwähnten Nebenrollen traten Edit Angold, José Ferrer, John Mantley, Vivien Oakland und Paul Picerni auf. Ebenfalls nicht genannt wurden Percy Helton als Richter Palmer und Adele Rowland als Mrs. Palmer.
Gastauftritte hatten der Trompeter Ernie Royal, der Schlagzeuger Alvin Stoller und der Bassist Walter Yoder.
Philip Ober und seine Ehefrau Vivian Vance, beides Theaterschauspieler, gaben ihr Leinwanddebüt.

## Veröffentlichung
Die Premiere des Films fand am 21. Februar 1950 statt. In der Bundesrepublik Deutschland kam er am 14. Januar 1955 in die Kinos, in Österreich im April 1956.

## Kritiken
Das Lexikon des internationalen Films schrieb: „Raffiniert ausgeklügelter Kriminalfall, der spannende Unterhaltung bietet.“
Bosley Crowther von der The New York Times hingegen bezeichnete den Film als billigen und schrecklichen Kokolores. Eine respektable Besetzung wende statt Intelligenz körperliche Energie in diesem mutwillig unverständlichen Märchen auf.
Der Kritiker des TV Guide befand, das hoffnungslos gekünstelte Geheimnis werde durch gute Schauspieler und ein flottes Tempo gerettet.